# Bernard-Augustin de Cabannes
Bernard-Augustin-Henri-Timothée de Cabannes de Cauna, dit Bernard-Augustin de Cabannes, né le 24 janvier 1822 à Saint-Sever et mort le 22 octobre 1882 à Cauna, est un aristocrate et héraldiste français. Baron de Cauna, il est l'auteur de l'Armorial des Landes.

## Biographie

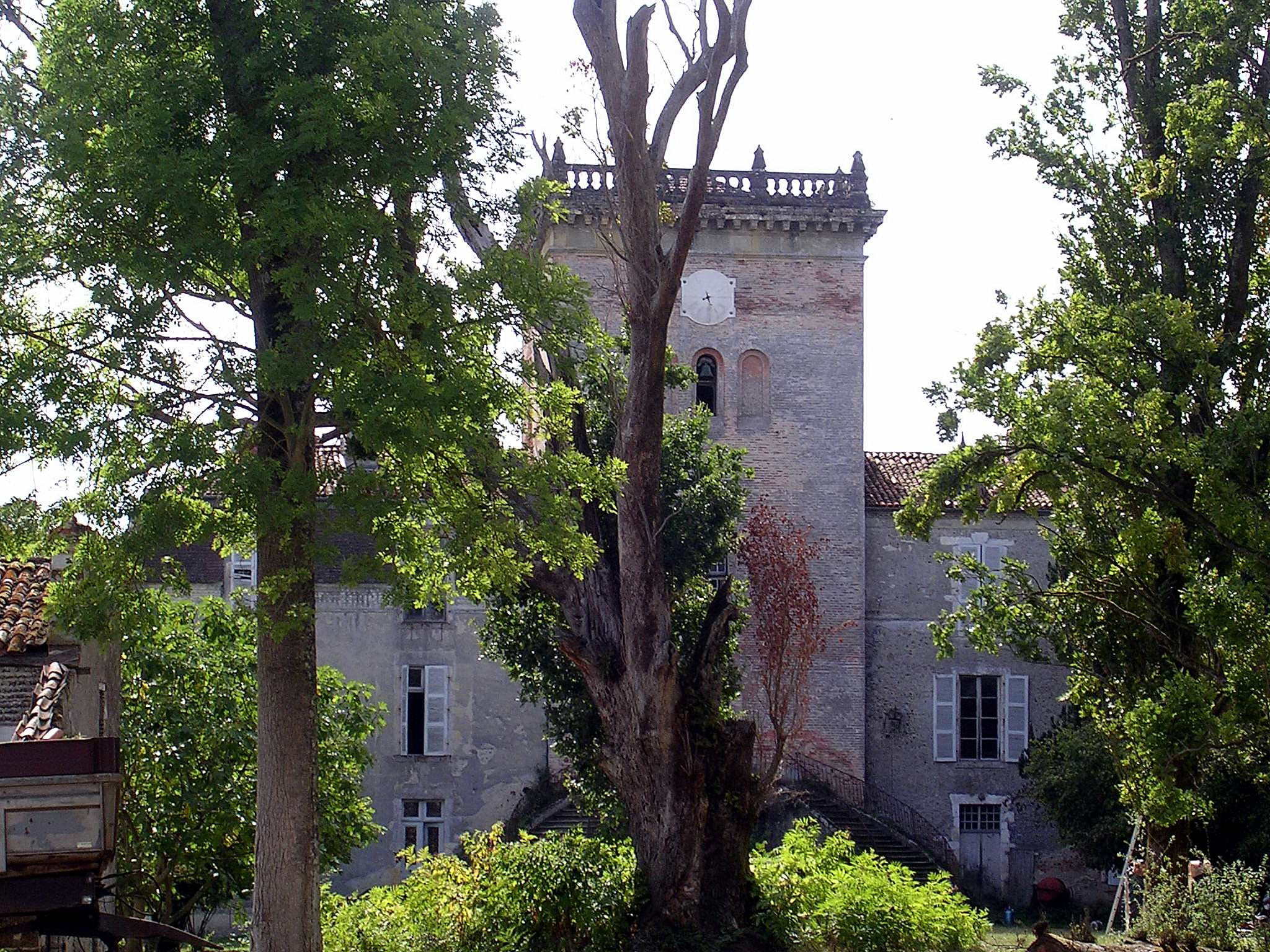
Le château de Cauna.

Bernard-Augustin de Cabannes naît le 24 janvier 1822 à Saint-Sever. Il est le fils du baron Jean Arnaud Cabannes de Cauna, député, maire et sous-préfet de Saint-Sever, chevalier de l'Ordre du Lys et de l'Ordre national de la Légion d'honneur, et de Marguerite-Charlotte de Borda-Labatut, qu'il épouse en décembre 1814. Il est le filleul du général et député des Landes Bernard Augustin Cardenau.
Il hérite du titre de baron de Cauna le 27 janvier 1829, à la mort de son père, peu après son septième anniversaire. Il effectue des « études sérieuses » qu'il termine au collège de Juilly, en Seine-et-Marne. Il rentre à Cauna, où sa famille possède un important domaine agricole. Sa principale activité est l'administration de ce domaine.  
Le 14 juin 1851, il épouse Charlotte-Albine Magdelaine, fille d'Augustin Magdelaine (d), ingénieur des ponts et chaussées. En 1856, ils ont trois enfants : Marguerite, née le 10 juillet 1853, Paul-Marie-Antoine, né le 30 juin 1854 et Marie-Alexandre-Raymond, né le 21 août 1856. Il est membre titulaire de la Société de Borda dès sa création, en 1876. 
Décrit comme ayant « une vaste érudition » et passionné par l'héraldique, il s'attèle, à partir de 1860, à la rédaction d'un Armorial des Landes en trois tomes. Il s'intéresse également à la physique, la météorologie, la minéralogie, la musique, l'hagiographie et la foresterie. Il publie plusieurs études sur le sujet, dont une concernant la croissance et la durée de vie du chêne pédonculé dans le bassin de l'Adour. Il meurt le 22 octobre 1882 à Cauna.

## Publications
- Armorial des Landes, t. I, Bordeaux, Dupuy, 1863, 454 p. (BNF 30207760, lire en ligne)
- Clergé et noblesse des Landes : armorial, Bordeaux, Dupuy, 1864, 132 p. (BNF 30207761, lire en ligne)
- Armorial des Landes, t. II, Bordeaux, Dupuy, 1865, 556 p. (BNF 30207760, lire en ligne)
- Armorial des Landes, t. III, Bordeaux, Dupuy, 1869, 628 p. (BNF 30207760, lire en ligne)
- Souvenir du Congrès scientifique tenu à Pau, le 31 mars 1873 : réponses à diverses questions, Bordeaux, Boussin, 1874, 177 p. (BNF 30207762, lire en ligne)
- Congrès scientifique de Rodez : hydrographie, bassin de l'Adour, archéologie des régions de Bayonne et Rodez, Bordeaux, Boussin, 1875, 64 p. (BNF 41903485)